# Graciosa (Azzorre)
Graciosa è un'isola, di origine vulcanica, dell'arcipelago delle Azzorre, la più settentrionale del gruppo centrale. Ha una superficie di circa 60,7 km² ed una popolazione di 4 391 abitanti.
È la seconda più piccola dell'arcipelago e anche la più pianeggiante, la massima elevazione è situata a 450 m s.l.m. in corrispondenza della Caldeira de Graciosa, un cratere spento classificato come monumento naturale regionale.
L'isola comprende un solo comune, Santa Cruz da Graciosa.
Dal 2007 l'isola fa parte della Rete mondiale di riserve della biosfera.